# .vn
.vn is het achtervoegsel van internetdomeinnamen uit Vietnam.